# Idioma asháninca
El asháninca (asháninka, ashuninka, o campa) es una lengua indígena americana de la familia arahuaca, originaria de la yunga del Perú. Se habla especialmente a lo largo del curso de los ríos Apurímac, Ene, Perené y Tambo en Perú y en Acre, Brasil. El asháninca no debe ser confundido con el ashéninka. Es cercano también al caquinte y al machiguenga. El término Campa se considera ofensivo por parte de los hablantes de esta lengua.
Todos los hablantes pertenecen al grupo étnico asháninca que incluye entre 97 477 individuos. Muchos de los asháninca tienen todavía como lengua materna el asháninca. De hecho en el territorio asháninca esta lengua es nominalmente cooficial dentro del territorio de los asháninca junto con el español, de acuerdo con la constitución peruana; y con el portugués de acuerdo con la constitución brasileña. La alfabetización en asháninca está entre el 10 % y el 30 %, frente a la alfabetización en español y en portugués que está entre el 15 % y el 25 % y 100 %.

## Dialectos
Debido a la gran similitud de que guarda con todos los lectos arahuacos preandinos, la decisión de llamarlos dialectos de una sola lengua o idiomas diferentes descansa en consideraciones políticas y sociales más que en la similitud lingüística. Los intentos de unificar las variedades en un solo estándar de escritura no han sido exitosos.
La lengua asháninka se habla en el territorio centro oriental peruano, en los departamentos de Cusco, Junín, Pasco, Huánuco y Ucayali. Tan amplia distribución, ciertamente ofrece múltiples variedades dialectales cuya clasificación puede aceptarse, perentoriamente, de la siguiente manera:
- Asháninka del Perené, en las provincias de Chanchamayo y Satipo, del departamento de Junín
- Asháninka del Ene-Tambo, en la provincia de Satipo, del departamento de Junín y en la Provincia de la Convención en el Departamento del Cuzco
- Asháninka del Pichis, en la provincia de Oxapampa del Departamento de Cerro de Pasco
- Asháninka del Purús, en la provincia de Purús, del Departamento de Ucayali. Es una extensión del asháninka del Ene Tambo
- Asháninka del Apuricayali, entre Puerto Inca, de Huánuco, y Oxapampa, de Pasco.
- Supralecto asháninka del Gran Pajonal, en la provincia de Atalaya, del departamento de Ucayali

## Clasificación
El asháninca es una lengua del grupo campa de las lenguas maipureanas, este grupo incluye también otras variedades nombradas en la literatura como Campa del Pajonal, Ashéninka, Axaninca, Machiguenga y Nomatsiguenga; todos ellas estrechamente emparentadas, por lo que algunos autores considera que se trata de variedades dialectales de una misma lengua, aunque en último término esa agrupación está sujeta a consideraciones políticas y sociales extralingüísticas. Los intentos de desarrollar un estándar escrito unificado para estas variantes no ha tenido éxito.